# Curly Russell

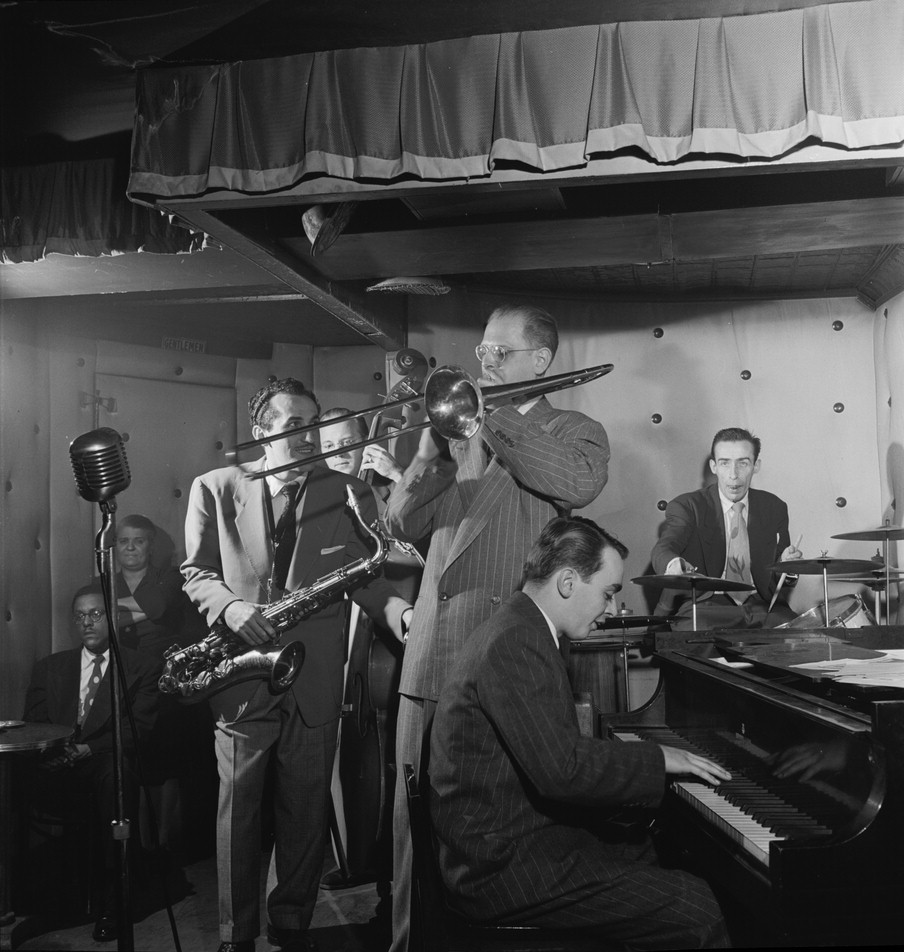
(Von links:) Charlie Ventura, Curley Russell, Bill Harris, Ralph Burns und Dave Tough, Three Deuces, New York, ca. April 1946.
Fotografie von William P. Gottlieb.

Dillon „Curly“ (auch „Curley“) Russell (* 19. März 1917 in Trinidad; † 3. Juli 1986 in New York City) war ein US-amerikanischer Jazz-Bassist des Bebop. In Erinnerung bleiben wird Curly Russell durch seine Mitwirkung an den frühen Savoy-Sessions von Charlie Parker (1945/47) und den Prestige-Sessions von Thelonious Monk sowie durch den Konzertmitschnitt A Night at Birdland des Art Blakey Quintets.

## Werdegang
Curly Russell spielte zunächst Posaune und Bass, konzentrierte sich jedoch bald auf den Bass allein. Er wurde mit 18 Jahren Berufsmusiker und hatte Engagements bei Don Redman 1941 und Benny Carter in Kalifornien 1943. Russell kam 1944 nach New York City und wurde bald einer der gefragtesten Bassisten der Bebop-Szene. Er spielte bis Mitte der 1950er Jahre mit allen prominenten Musikern des Bop, wie Charlie Parker, Miles Davis, Stan Getz, Serge Chaloff, Tadd Dameron, Dizzy Gillespie, Dexter Gordon, Johnny Griffin, Milt Jackson, Bud Powell, Zoot Sims, Sonny Stitt, Fats Navarro, J. J. Johnson und Art Blakey. Mit Parker nahm er 1945 an dessen "Koko"-Session teil; mit Thelonious Monk spielte er dessen Aufnahmen für Prestige Records (1952/54) ein. Mitte bis Ende der 1950er Jahre machte sich Russell nicht mehr so stark bemerkbar; er spielte in dieser Zeit hauptsächlich in Rhythm-and-Blues-Bands.

## Diskografie
Sideman

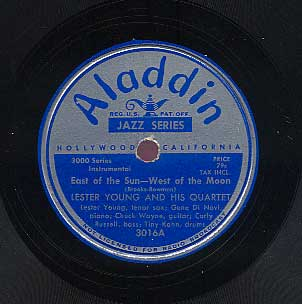
Lester Young: East of the Sun (and West of the Moon), 78er der Aladdin-Session mit Gene DiNovi, Chuck Wayne und Tiny Kahn vom 29. Dezember 1947

- Charlie Parker: The Charlie Parker Story (Savoy Records, 1945)
- Charlie Parker: Charlie Parker Memorial, Vol. 1 (Savoy, 1947); Memorial Vol. 2 (Savoy 1947–48)
- Charlie Parker: Bird and Diz, (Verve, 1950)
- Fats Navarro: The Fabulous Fats Navarro (Blue Note Records, 1947–49)
- Miles Davis: The Real Birth Of The Cool (Bandstand, 1948)
- Stan Getz: Early Stan (OJC, 1949–53)
- George Wallington: Trio (Savoy, 1949–51); Trios (OJC, 1952–53)
- Milt Jackson: Roll ’em Bags (Savoy, 1949–56)
- Al Cohn: Cohn’s Tones (OJC, 1950–53)
- Zoot Sims: Quartets (OJC, 1950)
- Bud Powell: The Amazing Bud Powell (Blue Note, 1951–53)
- Thelonious Monk: Thelonious Monk Trio/Blue Monk (Prestige Records, 1952–54); MONK (OJC, 1953–54)
- Art Blakey Quintet: A Night at Birdland (Blue Note, 1954)
- Jay Jay Johnson: The Birdlanders (Fresh Sound, 1954)
- Johnny Griffin: Introducing Johnny Griffin (Blue Note, 1957)

## Lexikalischer Eintrag
- Carlo Bohländer, Karl Heinz Holler, Christian Pfarr: Reclams Jazzführer. 3., neubearbeitete und erweiterte Auflage. Reclam, Stuttgart 1989, ISBN 3-15-010355-X.
- Martin Kunzler: Jazz-Lexikon, Reinbek, Rowohlt 1988
- Richard Cook, Brian Morton: The Penguin Guide to Jazz on CD. 6. Auflage. Penguin, London 2002, ISBN 0-14-051521-6.
- Bielefelder Katalog Jazz, 2001